# Karl Pouva KG
Die Karl Pouva KG war ein Unternehmen für fototechnischen Gerätebau mit Sitz in Freital (Sachsen).

## Geschichte und Produkte

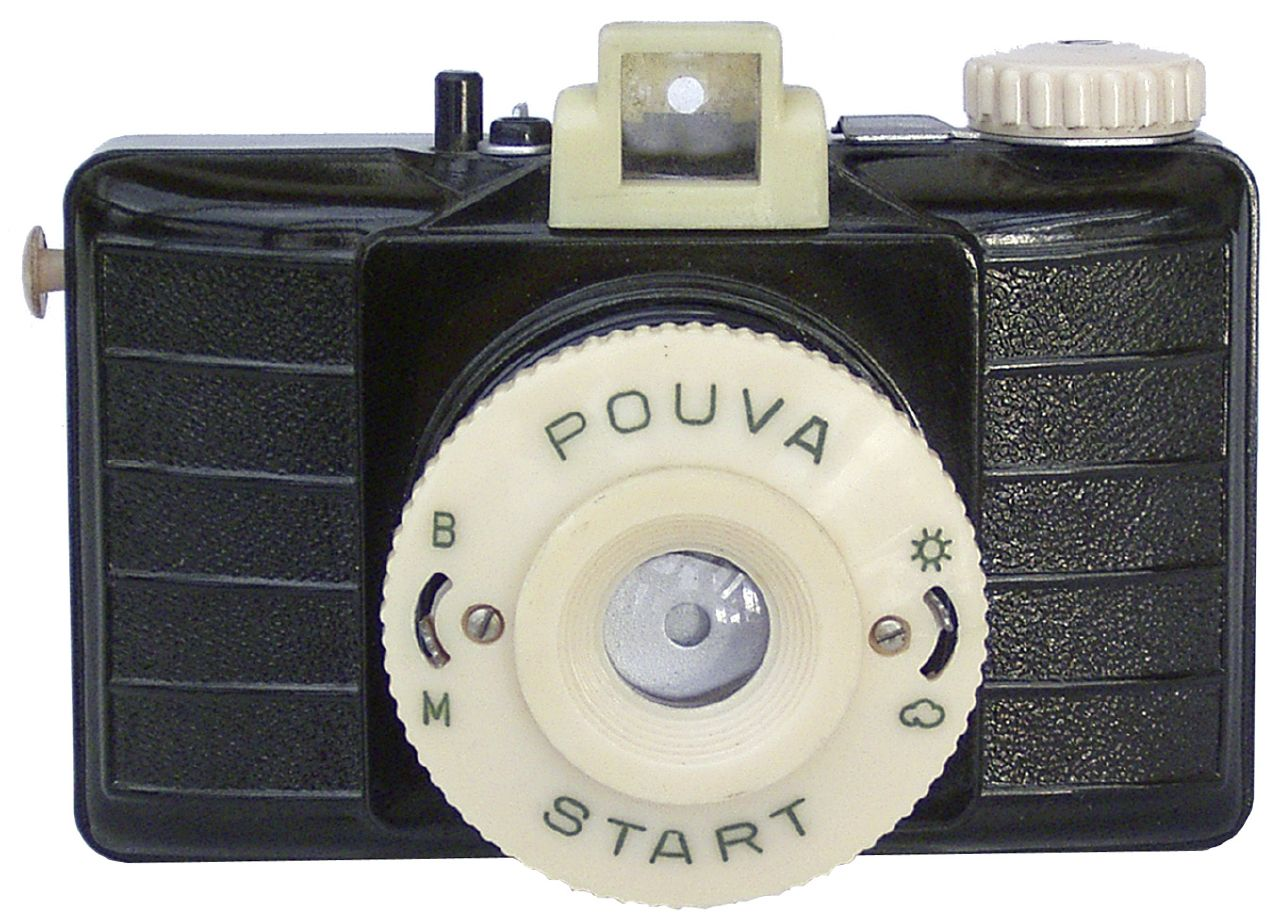
Pouva Start

Karl Pouva (* 21. November 1903 in Deuben; † 16. Januar 1989 in Freital) gründete das Unternehmen in seiner Heimatstadt im Jahr 1938 durch Übernahme einer metallverarbeitenden Firma.

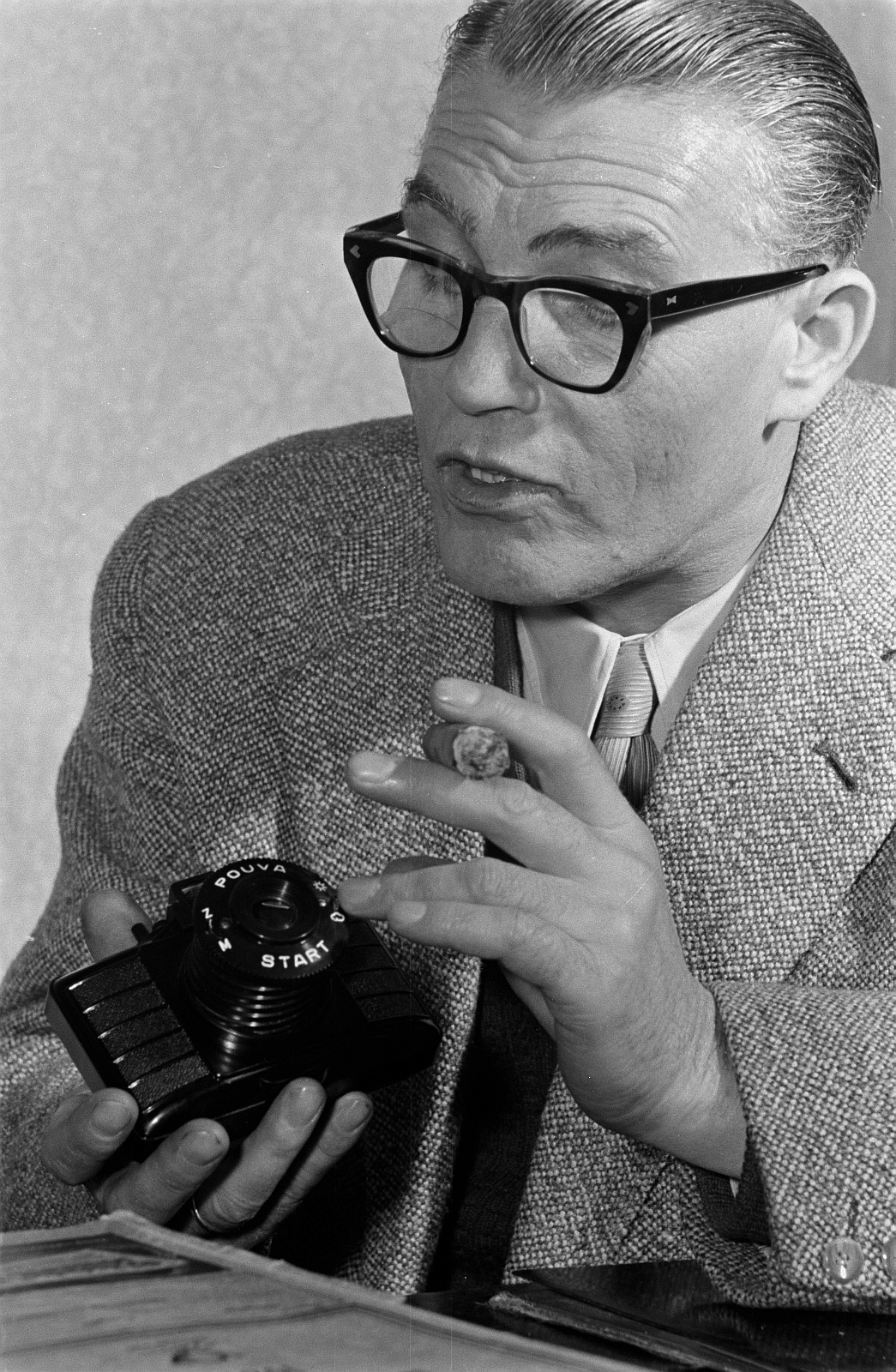
Karl Pouva mit dem neusten Modell seiner Pouva Start (fotografiert von Richard Peter jun., etwa zweite Hälfte 1950er Jahre)

Das Unternehmen firmierte zunächst als "Spezialfabrik für Bildwurfgeräte". Ab 1950 ging die einfache Mittelformat-Kamera Pouva Start für 12 Aufnahmen im Format 6x6 auf Rollfilm 120 in Produktion. Ihr Preis lag zunächst bei 25,- Mark, konnte aber durch verbesserte Organisation des Produktionsablaufs im Jahre 1955 auf sehr günstige 16,50 Mark reduziert werden. Damit ermöglichte sie vielen Kindern und Jugendlichen in der DDR einen ersten Zugang zur Fotografie. Für diese Zwecke ergaben sich akzeptable Ergebnisse, obwohl auf Grund des einfachen, als symmetrisches Periskop aufgebauten Objektivs Duplar 1:8 die Ausleuchtung des Bildes nur mäßig war und vor allem im Randbereich deutliche Farbfehler zutage traten. Leicht abgewandelte Versionen der Pouva Start wurden in Lizenz in Polen, Ungarn und von Hama in der Bundesrepublik produziert und auf den Markt gebracht. Eine komplette Fertigungsanlage für die Kamera wurde Anfang der 1960er Jahre nach Indien geliefert. Während ihrer 20-jährigen Produktionszeit sind allein in Freital 2,5 Millionen Pouva Start gebaut worden.
1953 kam der einfache Diaprojektor Pouva Magica aus schwarzem Bakelit hinzu. Dies war ein Projektor für 35-mm-Bildbänder und gerahmte Diapositive im Format 5 × 5 cm. Als Lichtquelle diente eine übliche 40-W-Allgebrauchslampe. Dieser Projektor blieb nahezu unverändert bis in die späten 1980er Jahre hinein auf dem DDR-Inlandsmarkt im Angebot, wobei die Herstellung unter der Ägide des VEB Edelstahlwerks Freiberg fortgeführt wurde.
Karl Pouva hatte auch ein einfaches Spulentonbandgerät mit der Bezeichnung Bändi entwickelt, das aber unter erheblichen Konstruktionsfehlern litt und daher keine weite Verbreitung fand. Wegen der auf Grund des ungeregelten Antriebsmotors sehr ungleichmäßigen Bandgeschwindigkeit konnten mit dem Bändi angefertigte Aufnahmen nur bedingt auf anderen industriellen Bandmaschinen abgespielt werden.
Die Firma Karl Pouvas wurde 1972 in Volkseigentum überführt, er blieb jedoch zunächst Werkleiter. Im Jahr darauf wurde der Betrieb dann aber der Kamera-Fabrik Woldemar Beier angegliedert und Pouva ging in Rente.

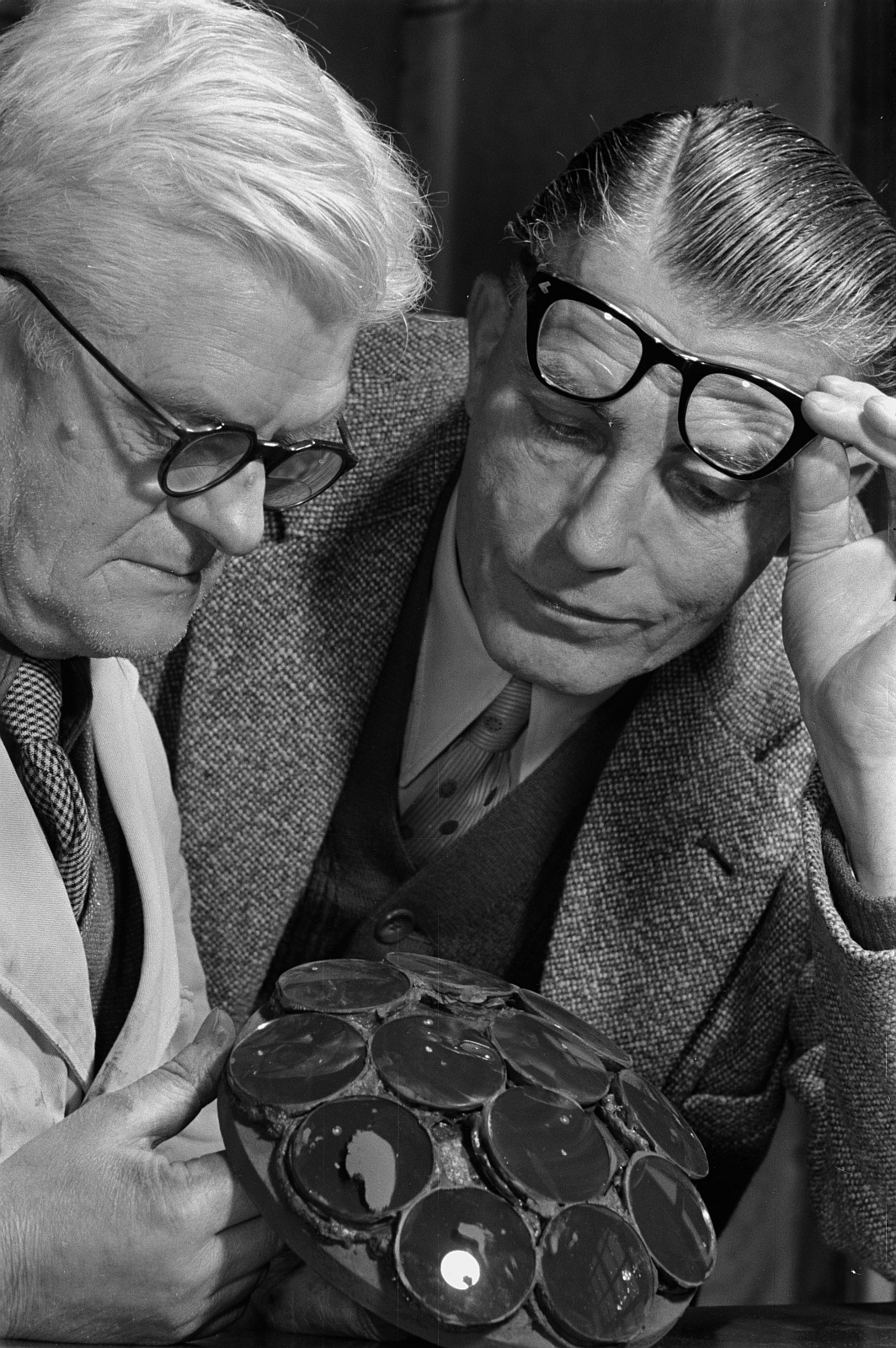
Karl Pouva (rechts) begutachtet mit einem Mitarbeiter auf einen Tragkörper gekittete Linsen.

Pouva-Produkte
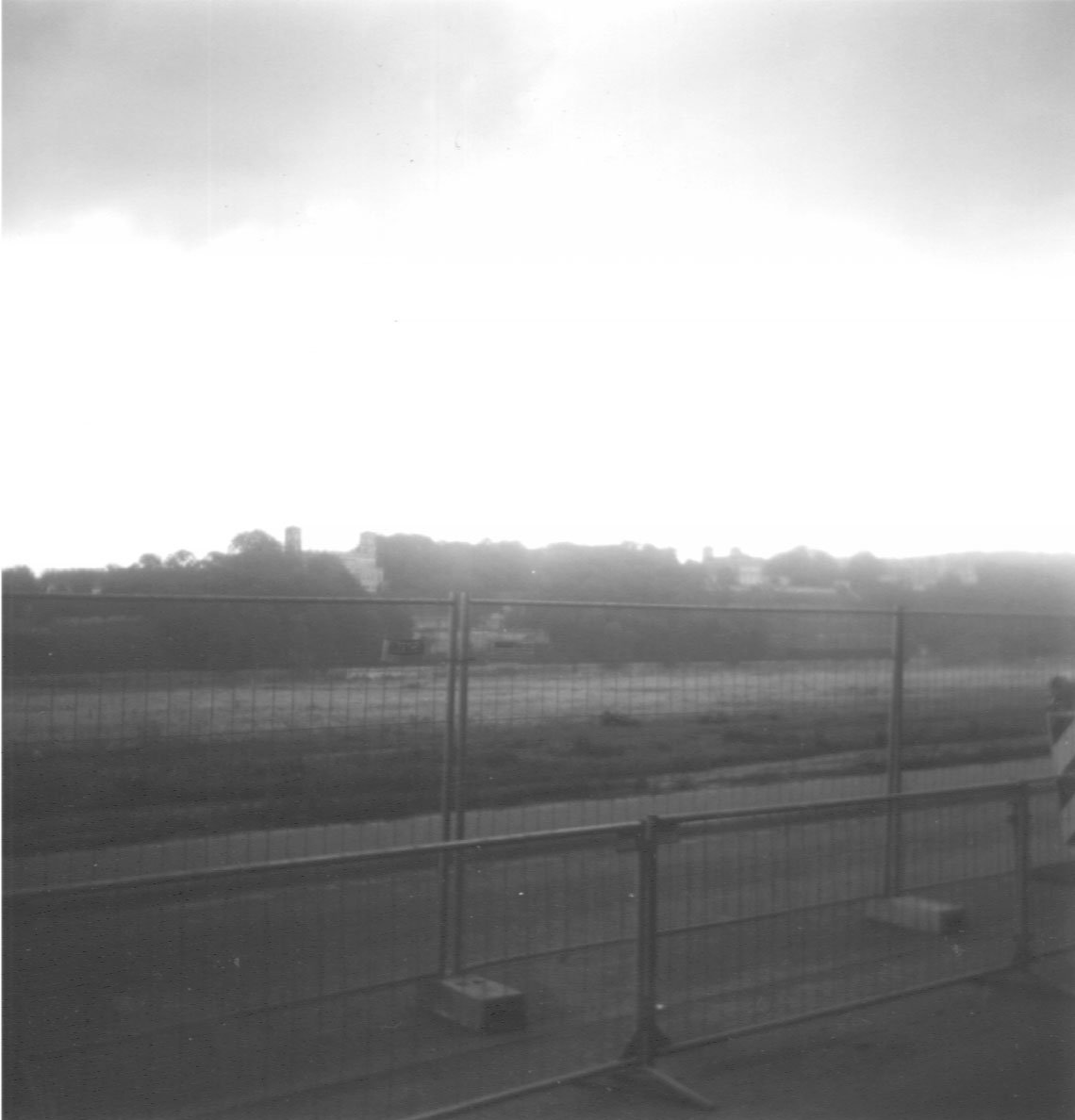
Pouva Start-Foto
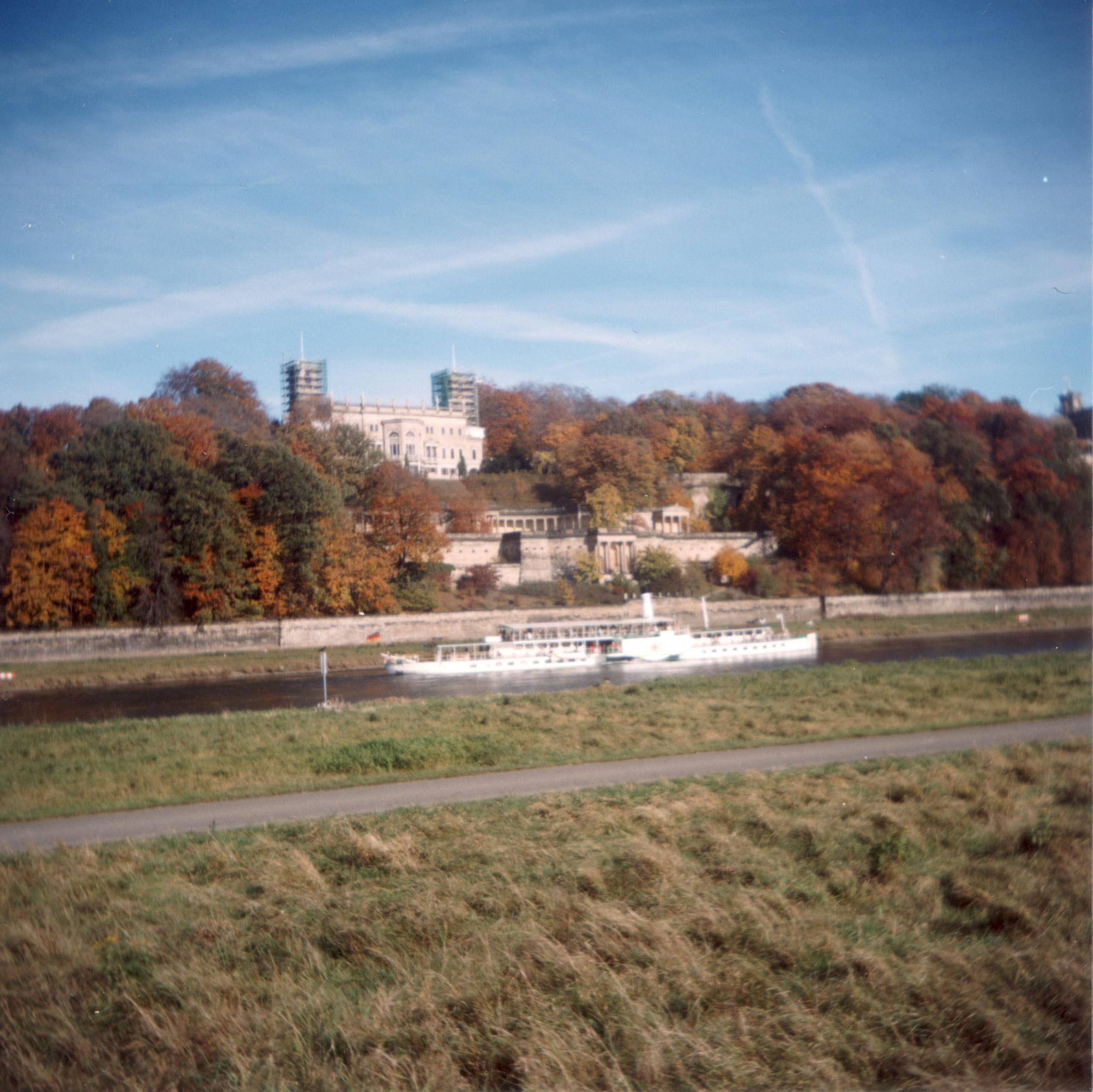
Farbfoto
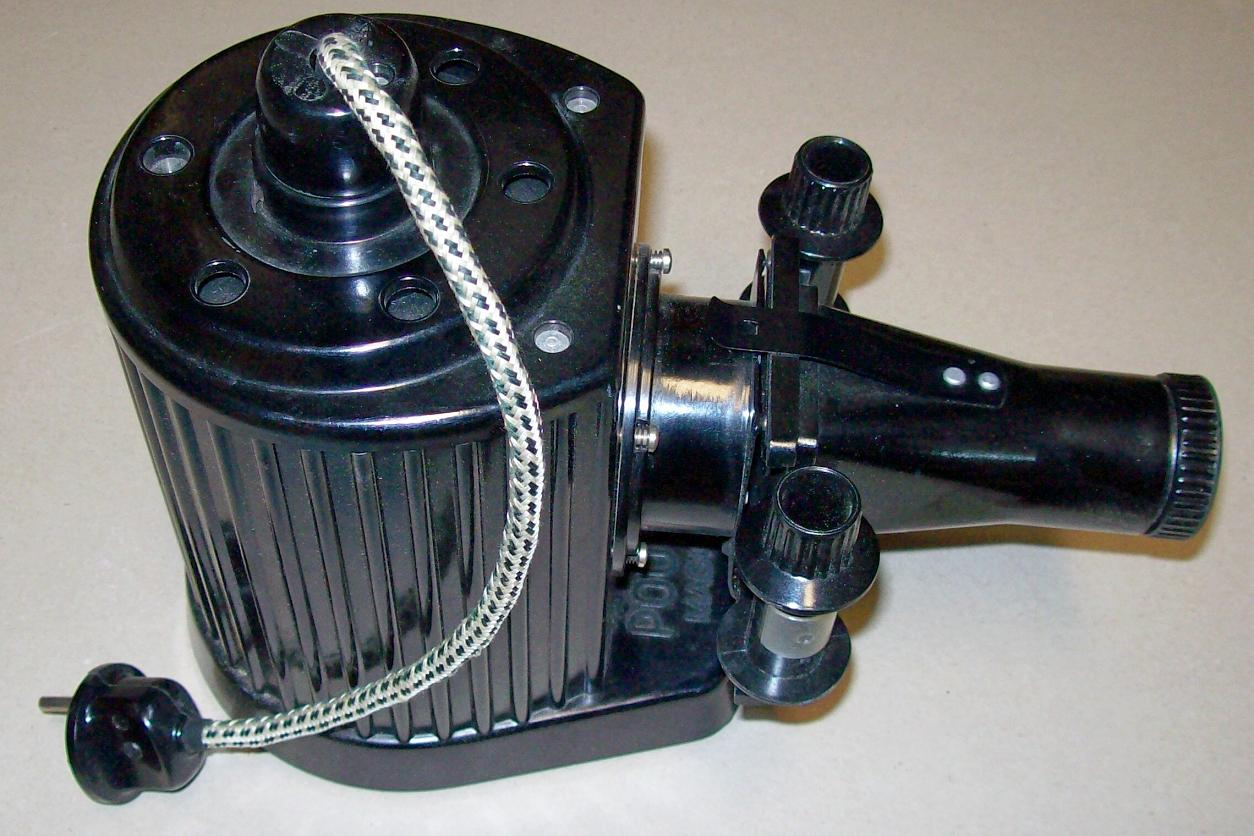
Pouva Magica (Ansicht)
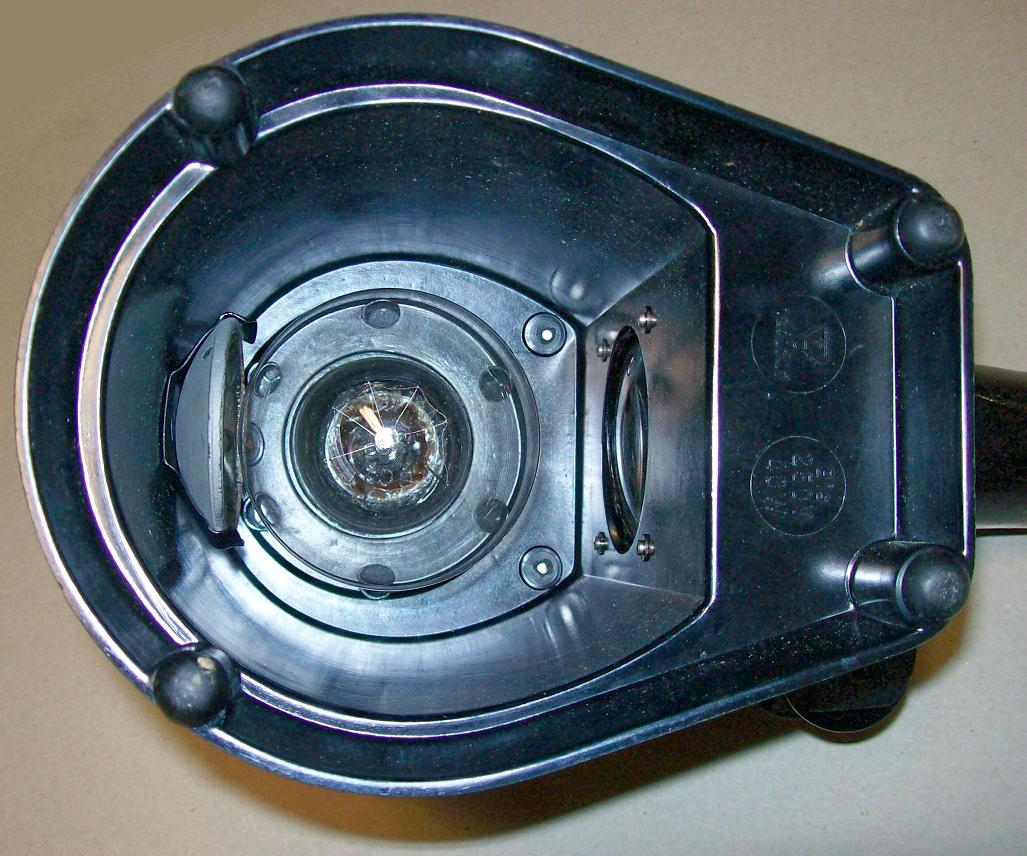
Pouva Magica, von unten
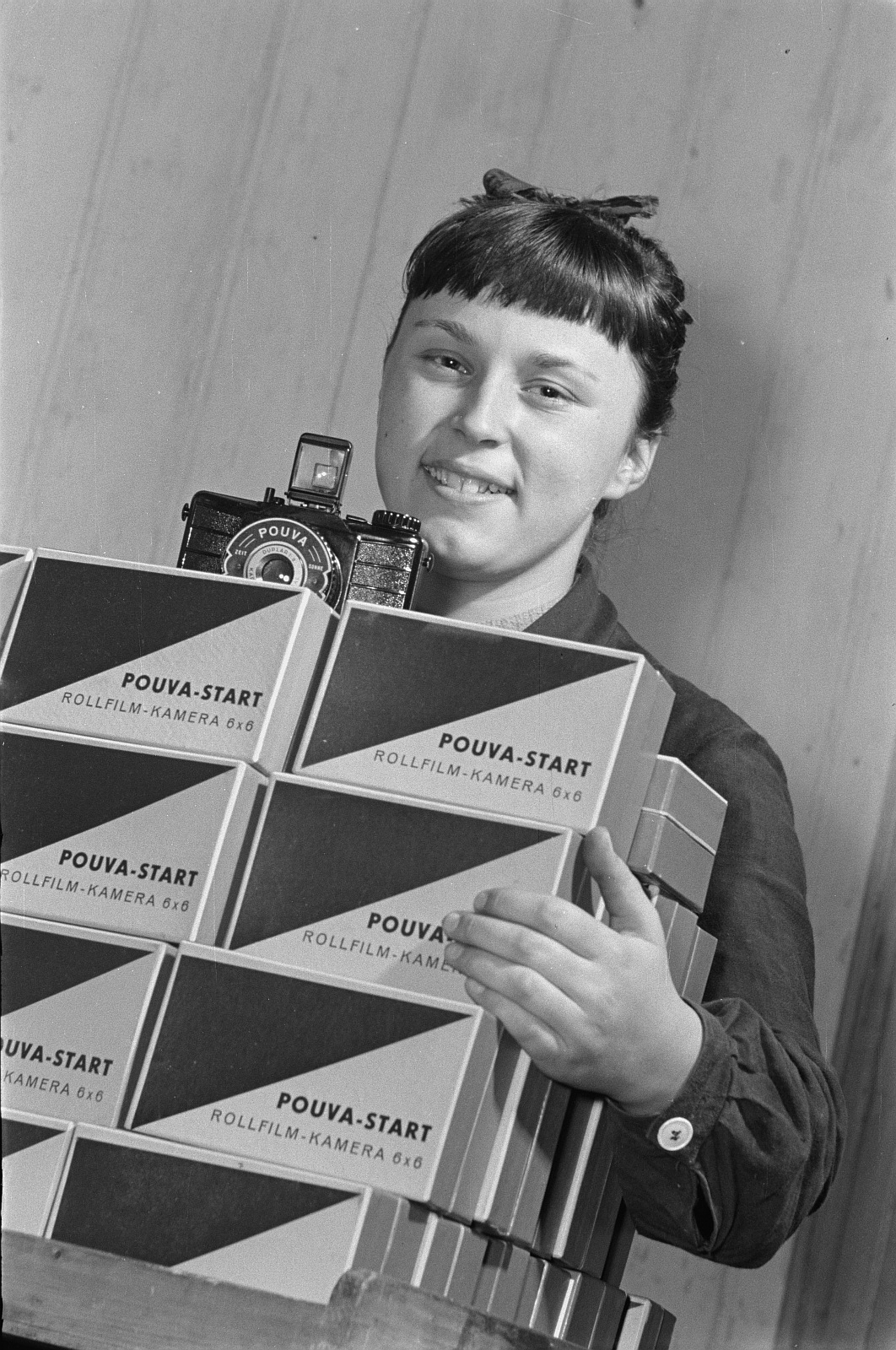
Faltschachteln für die Rollfilmkamera Pouva Start.
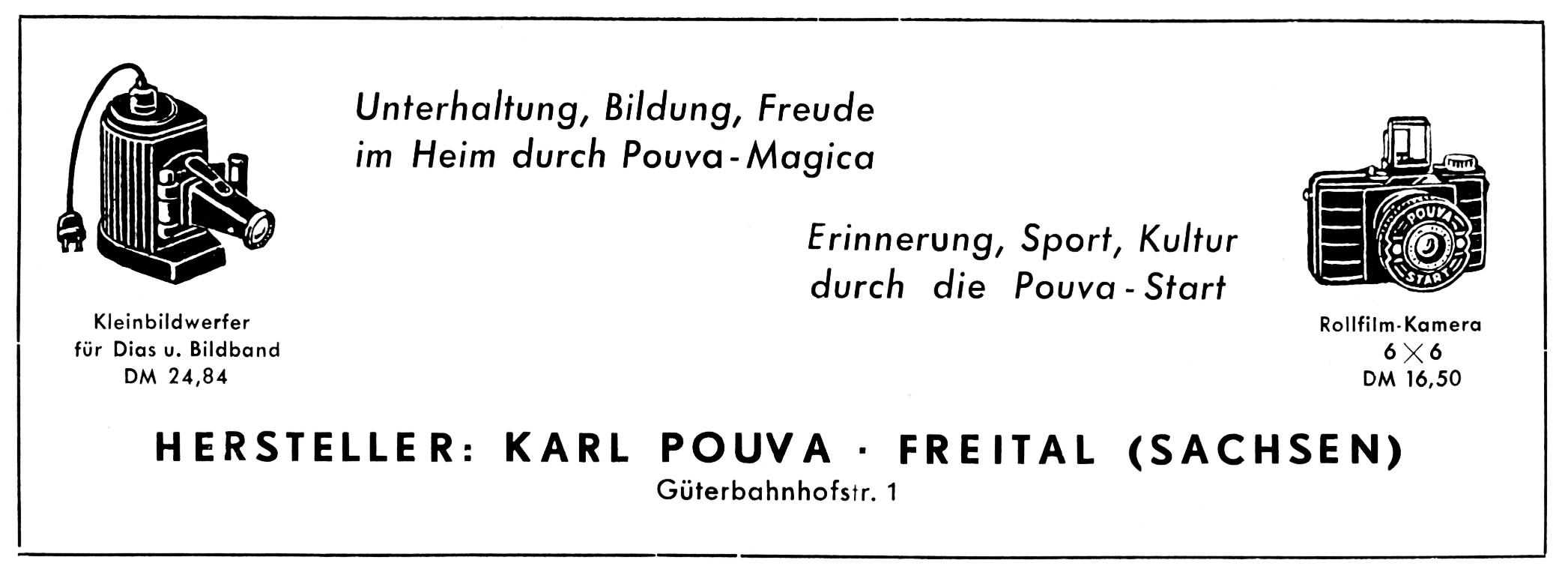
Pouva-Start und Pouva-Magica (Februarheft 1955 Fotografie)